# Maladie de Krabbe
Pour les articles homonymes, voir Krabbe.
 Mise en garde médicale
La maladie de Krabbe, aussi nommée leucodystrophie à cellules globoïdes ou déficit en GALC est une leucodystrophie provoquée par une maladie de surcharge lysosomale. Elle a été décrite pour la première fois en 1916 par le docteur Knud Krabbe (3 mars 1885 – 8 mai 1961), neurologue danois.

## Causes
Il s'agit d'une leucodystrophie secondaire à un trouble de la dégradation d'un constituant lipidique majeur de la myéline, le galactocérébroside. L'enzyme galactocérébrosidase située dans les lysosomes des cellules de la myéline, dégradant le galactocérébroside, sera anormalement non-fonctionnelle. La conséquence directe sera la surchage lysosomale provoquant la destruction des cellules.
Les mutations du gène GALC provoquent la maladie de Krabbe. Ce gène fournit des instructions pour fabriquer une enzyme appelée galactosylcéramidase, qui décompose certaines graisses appelées galactolipides. Un galactolipide décomposé par la galactosylcéramidase, appelé galactosylcéramide, est un composant important de la myéline. La décomposition du galactosylcéramide fait partie du renouvellement normal de la myéline qui se produit tout au long de la vie. Un autre galactolipide, appelé psychosine, qui se forme lors de la production de myéline, est toxique s'il n'est pas décomposé par la galactosylcéramidase.
Les mutations du gène GALC réduisent considérablement l'activité de l'enzyme galactosylcéramidase. En conséquence, le galactosylcéramide et la psychosine ne peuvent pas être décomposés. L'excès de galactosylcéramide s'accumule dans certaines cellules, formant des cellules globoïdes. L'accumulation de ces galactolipides endommage les cellules formatrices de myéline, ce qui altère la formation de myéline et conduit à une démyélinisation du système nerveux. Sans myéline, les nerfs du cerveau et d'autres parties du corps ne peuvent pas transmettre correctement les signaux, ce qui entraîne les signes et symptômes de la maladie de Krabbe.

## Caractéristiques de la maladie
Le plus souvent (85 à 90 % des cas), la maladie débute dès les premiers mois de vie et entraîne le décès avant deux ans : les premiers signes sont une irritabilité importante de l'enfant, des contractures musculaires et arrêt du développement. Les troubles de l'alimentation sont importants. Les troubles toniques aboutissent à une authentique décérébration avec absence totale de mouvement volontaire. Le décès est souvent secondaire à des problèmes infectieux.
Plus rarement, la maladie de Krabbe débute dans l'enfance, l'adolescence ou l'âge adulte (formes tardives). Les problèmes de vision et les difficultés à marcher sont les premiers symptômes les plus courants de ces formes de trouble, cependant, les signes et les symptômes varient considérablement selon les personnes touchées. Les personnes atteintes de la maladie de Krabbe d'apparition tardive peuvent survivre de nombreuses années après le début de la maladie.

## Mode de transmission
Cette condition est héritée d'un schéma récessif autosomique, ce qui signifie que les deux copies du gène dans chaque cellule ont des mutations. Les parents d'un individu ayant une maladie autosomique récessive portent chacun une copie du gène muté, mais ils ne présentent généralement pas de signes et de symptômes de la maladie.

## Traitement
Le traitement repose sur une transplantation de moelle dans l'idée d'un apport en galactocérébrosides leucocytaires. Cette transplantation entraîne une amélioration des signes neurologiques. Elle peut être faite également en utilisant des cellules souches du cordon ombilical d'un donneur compatible et sain, chez le nourrisson. Les résultats ne sont toutefois pas probants dans ce cas s'il existe déjà des symptômes neurologiques.

## Sources
- (en) Online Mendelian Inheritance in Man, OMIM (TM). Johns Hopkins University, Baltimore, MD. MIM Number:175200Lire en ligne
- (en) David A Wenger, Stephanie Coppola  Krabbe Disease In: GeneReviews at GeneTests: Medical Genetics Information Resource (database online). Copyright, University of Washington, Seattle. 1997-2005. Lire en ligne.

## Associations
- Association Une lueur d'espoir pour Ayden
- (fr) Maladie de Krabbe Association Vaincre les Maladies Lysosomales
- Fondation le tout pour Loo finance les recherches en vue de dépister, traiter, soigner et guérir les personnes atteintes de cette maladie.